# Crossville (Tennessee)
 Crossville  – miasto w Stanach Zjednoczonych, w stanie Tennessee, w hrabstwie Cumberland. Według danych z 2000 roku miasto miało 8981 mieszkańców.